# Ski acrobatique aux Jeux olympiques
 (signalé en août 2025).
Si vous disposez d'ouvrages ou d'articles de référence ou si vous connaissez des sites web de qualité traitant du thème abordé ici, merci de compléter l'article en donnant les références utiles à sa vérifiabilité et en les liant à la section « Notes et références ».
- Archive Wikiwix
- Bing
- Cairn
- DuckDuckGo
- E. Universalis
- Gallica
- Google
- G. Books
- G. News
- G. Scholar
- Persée
- Qwant
- (zh) Baidu
- (ru) Yandex
- (wd) trouver des œuvres sur Wikidata

Après avoir été reconnu par la Fédération internationale de ski en 1980, le ski acrobatique est choisi comme sport de démonstration lors des Jeux olympiques de 1988 à Calgary avec au programme Bosses, Saut et Acroski, ensuite lors des JO de 1992 seule l'épreuve de bosses est considérée comme épreuve olympique, les deux autres étant toujours en démonstration avant qu'en 1994 lors des JO de Lillehammer l'épreuve de saut soit lui aussi reconnue comme épreuve olympique, tandis que l'acroski n'est pas retenue. Depuis, ces deux épreuves sont toujours au programme des JO. Le slopestyle vient s'ajouter aux disciplines acrobatiques en 2014 à Sotchi et le Big air en 2022 à Pékin.

## Évènements
- d = Sport de démonstration

| Epreuve             | 1988 | 1992 | 1994 | 1998 | 2002 | 2006 | 2010 | 2014 | 2018 | 2022 | 2026 |
| ------------------- | ---- | ---- | ---- | ---- | ---- | ---- | ---- | ---- | ---- | ---- | ---- |
| Ballet (acroski)    | d    | d    |      |      |      |      |      |      |      |      |      |
| Bosses              | d    | •    | •    | •    | •    | •    | •    | •    | •    | •    | •    |
| Bosses en parallèle |      |      |      |      |      |      |      |      |      |      | •    |
| Saut                | d    | d    | •    | •    | •    | •    | •    | •    | •    | •    | •    |
| Cross               |      |      |      |      |      |      | •    | •    | •    | •    | •    |
| Halfpipe            |      |      |      |      |      |      |      | •    | •    | •    | •    |
| Slopestyle          |      |      |      |      |      |      |      | •    | •    | •    | •    |
| Big Air             |      |      |      |      |      |      |      |      |      | •    | •    |

| Epreuve             | 1988 | 1992 | 1994 | 1998 | 2002 | 2006 | 2010 | 2014 | 2018 | 2022 | 2026 |
| ------------------- | ---- | ---- | ---- | ---- | ---- | ---- | ---- | ---- | ---- | ---- | ---- |
| Ballet (acroski)    | d    | d    |      |      |      |      |      |      |      |      |      |
| Bosses              | d    | •    | •    | •    | •    | •    | •    | •    | •    | •    | •    |
| Bosses en parallèle |      |      |      |      |      |      |      |      |      |      | •    |
| Saut                | d    | d    | •    | •    | •    | •    | •    | •    | •    | •    | •    |
| Cross               |      |      |      |      |      |      | •    | •    | •    | •    | •    |
| Halfpipe            |      |      |      |      |      |      |      | •    | •    | •    | •    |
| Slopestyle          |      |      |      |      |      |      |      | •    | •    | •    | •    |
| Big Air             |      |      |      |      |      |      |      |      |      | •    | •    |

| Epreuve         | 2022 |
| --------------- | ---- |
| Saut par équipe | •    |

## Nations présentes
Entre 1992 et 2018, près de 1 222 athlètes en provenance de plus de quarante-cinq nations différentes ont participé aux épreuves de ski acrobatique des Jeux olympiques.
| Édition                                                    | 92 | 94 | 98 | 02 | 06 | 10 | 14 | 18 |
| ---------------------------------------------------------- | -- | -- | -- | -- | -- | -- | -- | -- |
| Nombre de nations présentes en ski acrobatique par édition | 18 | 21 | 25 | 21 | 22 | 30 | 35 | 28 |

Le nombre indiqué entre parenthèses est le nombre d'athlètes engagés dans les épreuves officielles pour chaque pays sur l'ensemble des Jeux de 1992 à 2018
| - Allemagne (38) - Argentine (3) - Arménie (1) - Athlètes olympiques de Russie (22) - Australie (76) - Autriche (37) - Biélorussie (39) - Belgique (1) - Brésil (1) - Canada (132) - Chili (4) - Chine (54) - Corée du Sud (16) - Danemark (4) - Équipe unifiée de l'ex-URSS (8) |  | - Espagne (7) - États-Unis (136) - Finlande (35) - France (84) - Grande-Bretagne (34) - Hongrie (1) - Îles Vierges britanniques (1) - Irlande (1) - Italie (30) - Jamaïque (1) - Japon (59) - Kazakhstan (29) - Lettonie (1) - Mexique (1) - Norvège (38) |  | - Nouvelle-Zélande (20) - Ouzbékistan (4) - Paraguay (1) - Pays-Bas (1) - Pologne (3) - Porto Rico (2) - Portugal (1) - République tchèque (20) - Roumanie (1) - Russie (78) - Slovaquie (2) - Slovénie (11) - Suède (61) - Suisse (85) - Ukraine (36) |

## Tableau des médailles
Le tableau ci-dessous présente le bilan, par nations, des médailles obtenues en ski acrobatique lors des Jeux olympiques d'hiver, de 1992 à 2022. Le rang est obtenu par le décompte des médailles d'or, puis en cas d'ex æquo, des médailles d'argent, puis de bronze.
Après les Jeux de 2022, le Canada est le pays ayant remporté le plus grand nombre de médailles d'or olympiques en ski acrobatique, avec douze médailles d'or sur trente médailles au total. Suivent, les États-Unis avec onze médailles d'or pour un total de trente-trois médailles. La Suisse et la Chine suivent avec respectivement six et cinq médailles d'or remportées, suivie de l'Australie, de la Norvège et de la Biélorussie avec quatre d'or.
| Rang  | Nation                        | Or | Argent | Bronze | Total |
| ----- | ----------------------------- | -- | ------ | ------ | ----- |
| 1     | Canada                        | 12 | 12     | 6      | 30    |
| 2     | États-Unis                    | 11 | 13     | 9      | 33    |
| 3     | Suisse                        | 6  | 3      | 3      | 12    |
| 4     | Chine                         | 5  | 8      | 4      | 17    |
| 5     | Australie                     | 4  | 3      | 2      | 9     |
| 6     | Norvège                       | 4  | 2      | 4      | 10    |
| 7     | Biélorussie                   | 4  | 2      | 2      | 8     |
| 8     | France                        | 3  | 6      | 6      | 15    |
| 9     | Suède                         | 2  | 1      | 3      | 6     |
| 10    | Finlande                      | 1  | 2      | 1      | 4     |
| 11    | Ukraine                       | 1  | 1      | 0      | 2     |
| 12    | Japon                         | 1  | 0      | 4      | 5     |
| 13    | Nouvelle-Zélande              | 1  | 0      | 1      | 2     |
| 14    | Ouzbékistan                   | 1  | 0      | 0      | 1     |
| 14    | République tchèque            | 1  | 0      | 0      | 1     |
| 16    | Russie                        | 0  | 1      | 3      | 4     |
| 17    | Allemagne                     | 0  | 1      | 1      | 2     |
| 18    | Autriche                      | 0  | 1      | 0      | 1     |
| 18    | Équipe unifiée de l'ex-URSS   | 0  | 1      | 0      | 1     |
| 20    | ROC                           | 0  | 0      | 3      | 3     |
| 21    | Athlètes olympiques de Russie | 0  | 0      | 2      | 2     |
| 22    | Estonie                       | 0  | 0      | 1      | 1     |
| 22    | Grande-Bretagne               | 0  | 0      | 1      | 1     |
| 22    | Kazakhstan                    | 0  | 0      | 1      | 1     |
| Total | Total                         | 57 | 57     | 57     | 171   |